# Gardz
Gardz (niem. Grosser Garzen See) – jezioro w Polsce, położone w województwie warmińsko-mazurskim, w powiecie ostródzkim, w gminie Morąg, na zachód od osady Prośno.
Powierzchnia jeziora wynosi około 1,2 ha (stan z połowy XX w., kiedy to w większości jezioro było już osuszone).